# Ella Soto
Carmela Soto, plus connue sous son nom d'artiste Ella Soto, est une chanteuse, productrice, beat maker, auteure-compositrice de R'n'B minimal et lo-fi avec des influences latines et de baile funk. D'origine uruguayenne et de nationalité suisse, elle sort en 2014 son premier EP We’re on a Mission avec le single LET YOURSELF GO qui est suivi en 2016 par un second extended play Spiritual Love. En décembre 2016, elle collabore avec le label Creaked Records qui produit en juin 2017 son troisième extended play SISTERHOOD. Elle réside à Lausanne en Suisse romande.

## Carrière
Carmela Soto débute le chant dans le chœur Les enfants de la source à Renens vers l'âge de six ans puis suivant les recommandations de la coache de la chorale entame des cours privés. À dix-huit ans, Ella Soto décide d'apprendre à créer ses propres mélodies et paroles de chansons avec l'aide d'un logiciel et d'un micro. Une année après, elle demande l'aide de beat makers de la région Lausannoise pour qu'ils lui apprennent à mieux maîtriser son matériel mais aussi pour collaborer sur des chansons. Elle entreprend ensuite de composer seule avec son clavier midi, un contrôleur, un micro et son ordinateur. Ses deux premiers extended play sont les résultats de son apprentissage musical très influencé par le R'n'B américain et français. Carmela défait le genre car elle compose des chansons féministes, avec un fond, personnel ou non, qui l'éloigne du R'n'B mainstream. 
Durant la création des extended play de 2014 et 2016, elle se produit en live dans différentes salles et festivals suisses,,. Elle est ensuite repérée par le label Creaked Records qui lui propose de collaborer. Tout en continuant les concerts , au début du mois de juin 2017, elle annonce chez Creaked Records la sortie de son troisième extended play SISTERHOOD  dont elle fait la promotion avec une tournée partout en Suisse,. En mars 2018, La Fondation CMA s'associe avec la radio de la RTS - Couleur 3 pour sortir une mixtape selection NAYUNO 2018 où figure son titre Supermarket .   

## Discographie
EP - extended plays:
- We’re on a Mission - 2014
- Spiritual Love - 2016
- SISTERHOOD - 2017
- Cloud Eleven - 2019

## Sites webs
- Page de Ella Soto sur le site Creaked Records
- Son soundcloud